# Die Bastarde von Peking
Die Bastarde von Peking (Originaltitel: chinesisch 北京雜種 / 北京杂种, Pinyin Běijīng Zázhǒng) ist ein chinesischer Rock-Film von Zhang Yuan aus dem Jahr 1993. Der chinesische Rockstar Cui Jian spielte eine der Hauptrollen in dem Film, der von der chinesischen Regierung offiziell verboten wurde. Gedreht wurde der Film in Peking.
Die Bastarde von Peking gilt als erster Film der sogenannten sechsten Generation. Zhang finanzierte den Film durch Geld, das er für die Regie von Musikvideos bekommen hatte.

## Handlung
Die Rockband um Cui Jian verliert ihren Probenraum im Klub von Karzi. Der hat jedoch selbst Probleme, da seine schwangere Freundin ihn nach einem Streit, in dem Karzi sie zu einer Abtreibung überreden will, verlässt.
Der Film hat jedoch keine durchgehende Handlung, vielmehr steht das apolitische Leben der jungen Erwachsenen, das aus Sich-Betrinken, Sex, und Streit untereinander besteht, im Vordergrund. Unterbrochen wird dieser Teil der Handlung immer wieder durch Rocksongs, die zum Teil im Stil von Videoclips eingearbeitet wurden.

## Kritiken
TimeOut London schreibt: „Zhang Yuan hat ein gutes Gespür für die Realität der Straße und kommt den Kids nahe, die ihr Leben mit Trinken, Drogen und Zanken bestreiten. Nicht gerade eine ausdruckslose Generation, aber sie sieht auf jeden Fall verloren aus.“

## Auszeichnungen
Beim Internationalen Filmfestival von Locarno wurde Die Bastarde von Peking für den Goldenen Leoparden nominiert und gewann in der Kategorie Special Mention. Der Film wurde zudem mit dem Preis der Jury beim Singapore Film Festival ausgezeichnet.